# 野無齒脂鯉
野無齒脂鯉，為輻鰭魚綱脂鯉目脂鯉亞目無齒脂鯉科的其中一個種，分布於南美洲奧里諾科河流域，體長可達11.2公分，棲息在底中層水域，生活習性不明。